# Paul Cernovodeanu
Paul Cernovodeanu (n. 11 februarie 1927, București – d. 6 septembrie 2006) a fost un istoric și genealogist român specializat în istoria medie și modernă, care a deținut demnitatea de membru de onoare al Academiei Române din 1999. A fost unul dintre membrii fondatori  ai Institutului Român de Genealogie și Heraldică „Sever Zotta” din Iași.

## Biografie
Paul Cernovodeanu s-a născut la 11 februarie 1927 la București. A absolvit Școala Superioară de Arhivistică în 1948 și și-a luat licența în istorie la Facultatea de Istorie și Filosofie din București în 1950. În facultate l-a avut drept profesor pe Gheorghe Brătianu, care l-a remarcat în cadrul seminarului de istorie universală, iar coleg de generație i-a fost Șerban Papacostea.
Începând cu 1948 a fost cercetător la Institutul de istorie al Academiei Republicii Populare Române, până când a fost epurat din motive politice în 1952. A fost angajat în 1956 ca muzeograf la Muzeul de istorie al orașului București.
În 1970 a obținut doctoratul cu teza Relațiile Angliei cu Țările Române în cadrul politicii sale orientale din perioada 1660-1714. A activat la Institutul de Istorie „Nicolae Iorga”, unde a fost director adjunct între 1990-1997.
A fost coordonator și autor al volumului VI din Istoria Românilor, apărut la Editura Enciclopedică, sub egida Academiei Române. A fost co-autor al volumului Călători străini despre Țările Române în secolul al XIX-lea. Serie nouă. Volumul 4: (1841-1846), apărut în 2007 la Editura Academiei Române.
Paul Cernovodeanu a adus o contribuție însemnată la baza de informație privitoare la politica externă a lui Constantin Brâncoveanu, prin publicarea în Revista Arhivelor a unui număr de scrisori inedite ale domnului din arhive din România, Polonia și Ungaria.
Acesta a fost un medievist care a studiat documentele externe care fac referire la Principatele Române, în special a documentelor realizate de către călătorii străini care au ajuns în Țările Române. În același timp, Paul Cernovodeanu a mai studiat istoria culturii românești din secolele XVII-XVIII. Un alt domeniu de cercetare pentru istoric a fost politica externă a Țărilor Române, axându-se pe comerțul extern în timpul secolelor XVII-XIX. Pe lângă aceste domenii de cercetare, istoricul a adus contribuții importante în domeniul științelor auxiliare ale istoriei (genealogia, diplomatica, heraldica etc.).
Paul Cernovodeanu a murit la 6 septembrie 2006.

## Opere
- Cernovodeanu, Paul (1961), Răscoala seimenilor și dorobanților din București din 1655, București
- Cernovodeanu, Paul (1986), Relațiile comerciale româno-engleze în contextul politicii orientale a Marii Britanii: 1803 - 1878, Cluj-Napoca: Editura Dacia
- Cernovodeanu, Paul; Constantiniu, Florin (1989), Constantin Brâncoveanu, București: Editura Academiei Republicii Socialiste România
- Cernovodeanu, Paul (1997), În vâltoarea primejdiilor. Politica externă și diplomația promovate de Constantin Brâncoveanu (1688-1714), București: Editura Silex
- Cernovodeanu, Paul (1997), Spicuiri de istorie românească, Aalborg: Editura Dorul
- Cernovodeanu Paul, Societatea feudală românească văzută de călători străini: (secolele XV-XVIII), București, Editura Academiei Republicii Socialiste România, 1973.
- Cernovodeanu Paul, Mihai Viteazul: culegere de studii, București, Editura Academiei Republicii Socialiste România, 1975.
- Cernovodeanu Paul, Basarabia: drama unei provincii istorice românești în context politic internațional (1806-1920), București, Editura Albatros, 1993.
- Cernovodeanu Paul, Rapoarte consulare și diplomatice engleze privind Principatele Dunărene: 1800-1812, Brăila, Editura Istros a Muzeului Brăilei, 2007.